# Тахталы Джами
Тахталы́-Джами́ (крымскотат. Tahtalı Cami, рус. Дощатая мечеть) — мечеть XVIII века в Бахчисарае, Крым. Построена в 1707 году Бекхан Султанхани — дочерью хана Селима I Герая.
Находится на улице Исмаила Гаспринского.

## Архитектура
Мечеть является архитектурной доминантой старого города — её видно практически с любой точки старого Бахчисарая. Строилась из деревянных досок, которые потом закрывались каменными блоками при кладке стен.